# Pseudechiniscus bispinosus
Pseudechiniscus bispinosus är en djurart som tillhör fylumet trögkrypare, och som först beskrevs av Murray 1907.  Pseudechiniscus bispinosus ingår i släktet Pseudechiniscus och familjen Echiniscidae. Inga underarter finns listade i Catalogue of Life.